# Veronica Mars
Veronica Mars is een Amerikaanse mysterie/dramaserie over een middelbarescholiere, Veronica Mars genaamd, die haar vader helpt bij diens werk als privédetective en ook op eigen houtje geregeld mysteries oplost.
De serie werd bedacht door Rob Thomas. In Amerika werden de eerste twee seizoenen uitgezonden door UPN. Het derde en laatste seizoen werd in Amerika na de fusie van UPN en The WB uitgezonden door het nieuw gevormde The CW.
In de serie speelt Kristen Bell de rol van Veronica Mars.
Elke aflevering heeft een apart verhaal maar er is ook een rode draad: het mysterie rond de moord op Veronica's beste vriendin Lily Kane in seizoen 1, het busongeluk in seizoen 2.
In 2014 kwam een speelfilm uit, onder dezelfde titel als de serie, en met dezelfde hoofdrolspeelster. Ook in deze film, waarin Veronica Mars na een aantal jaren afwezigheid, op verzoek van haar van moord verdachte ex terugkeert, treedt zij weer op als detective. In Europa is de film nooit in de bioscopen uitgekomen, in Amerika was het geen doorslaand succes.
Er is een 4e seizoen uitgebracht van Veronica Mars in 2019, hierin keer Veronica terug naar Neptune.

## Samenvatting
De serie speelt zich af in de fictieve Amerikaanse stad Neptune in de staat Californië, ten noorden van San Diego. Veronica Mars was ooit de vriendin van de rijke Duncan Kane en de beste vriendin van Duncans zus Lilly. Veronica behoorde tot de populaire crowd op school en haar vader Keith was sheriff. Alles ging haar voor de wind, totdat Duncan het uitmaakte met haar en Lilly Kane dood werd aangetroffen en Keith ervan overtuigd was dat Lilly's vader Jake de moordenaar was. Het feit dat hij niet alleen achter de rijke man aanging, maar ook Jake openbaar beschuldigde van de moord op zijn dochter ging voor de bevolking van Neptune te ver, en Keith werd afgezet als sheriff. Veronica's moeder Lianne verlaat het gezin en Veronica is vanaf dat moment een outsider op school. Om toch nog de misdaad van Neptune te kunnen bestrijden zet Keith een privédetectivebureau op en lost regelmatig zaken op. Veronica helpt hem hierbij.

## Seizoenen
Er zijn in totaal 4 seizoenen en een film van Veronica Mars geweest. In de eerste twee seizoenen stond één mysterie centraal en werd er afzonderlijk nog elke aflevering een zaak opgelost. Tegelijk werd er om de zoveel afleveringen een hint gegeven over het grote mysterie, dat aan het eind van het seizoen wordt opgelost. Seizoen 3 was anders. Hierbij waren er 3 afzonderlijke mysteries die ook al halverwege het seizoen werden opgelost, dit omdat de serie 'te moeilijk' werd bevonden door de Amerikaanse bevolking
De film en seizoen 4 zijn een aantal jaar na het 3e seizoen uitgekomen, dankzij veel enthousiaste fans en crowdfunding.

### Seizoen 1
In het eerste seizoen probeert Veronica haar mannetje te staan op Neptune High, waar ze al een jaar het buitenbeentje is. Ze raakt bevriend met nieuwkomer Wallace Fennel en begint ook een onverwachtse en unieke vriendschap met het hoofd van de PCH (Pacific Coast Highway), een motorbende, Eli "Weevil" Navarro. Veronica doet haar best om zich staande te houden sinds haar vader afgezet is als sheriff nadat hij de verkeerde achter de tralies probeerde te zetten op de moord van Lilly Kane. Veronica helpt haar vader bij het oplossen van zaken, maar ontdekt al snel informatie over Lilly's moord die alle alibi's en andere bewijzen ontkrachten, en degene die achter de tralies zit, Abel Koontz, dus niet de moordenaar is. Ze graaft dieper en dieper om meer over de moord te weten te komen en wat toch het grote geheim was van Lilly, waar ze het vlak voor haar dood over had. Ondertussen helpt Veronica ook regelmatig mensen op school die haar hulp nodig hebben en raakt ze bevriend met Cindy "Mac" McKenzie. Nummer twee op Veronica's lijstje van geheimen die ze wil ontrafelen is die van haar verkrachting. Twee maanden na Lilly's dood werd Veronica op een feestje verkracht nadat ze gedrogeerd was, en niemand lijkt haar te willen helpen. Het antwoord blijkt uiteindelijk te zijn dat ze niet was verkracht. Terwijl de ontknoping nadert, krijgt Veronica onverwachts een relatie met haar voormalige vijand Logan Echolls, en na het vinden van sekstapes van Lilly en Logans vader Aaron weet Veronica eindelijk de puzzelstukjes bij elkaar te leggen en ontdekt ze wie de échte moordenaar van Lilly was. Maar het oppakken van de moordenaar gaat voor Veronica en Keith niet zonder slag of stoot.

### Seizoen 2
Na de confrontatie met Lilly's moordenaar in seizoen 1, heeft Veronica nog het nodige meegemaakt. Niet alleen werd Logan beschuldigd van de moord op PCH'er Felix Toombs, ook verbrak ze haar relatie met Logan, is ze weer terug bij Duncan en is haar vriendschap met Weevil op de klippen gelopen door de moord op Felix. Toch heeft ze haar leventje al met alweer op de rails weten te krijgen. Dan slaat het noodlot opnieuw toe. Tijdens een reistripje met andere leerlingen rijdt de bus van de klif in het water. Veronica, die oorspronkelijk in de bus hoorde te zitten, is blij dat ze het heeft overleefd, maar dit slaat al snel om in angst wanneer ze ontdekt dat de monteur van de bus een oude vriend van Aaron was. Terwijl ze alles doet om het mysterie rond het ongeluk te ontrafelen, krijgt ze ook met andere problemen te maken. Zo blijkt Duncans ex Meg, die ook in de bus zat en de enige overlevende is, zwanger te zijn en deelt Logan het bed met Kendall, de stiefmoeder van zijn vrienden Dick en Beaver. Verder ontdekt Veronica dat Neptune's burgemeester Woody kleine jongens seksueel misbruikt en komt ze in aanraking met de beruchte maffia van Neptune. Nadat Duncan op de vlucht is geslagen met zijn dochtertje en de moord op Felix wordt opgelost, ontdekt Veronica ook wie achter het busongeluk zat. En ze is geschokt om te horen dat deze persoon haar ook verkracht heeft twee jaar geleden, iets wat ze eerder dacht dat niet gebeurd was.

### Seizoen 3
Veronica en Logan zijn weer bij elkaar, en samen met Wallace en Mac worden ze toegelaten op Hearst College. Veronica neemt hier direct een zaak op zich waarbij meisjes worden gedrogeerd, verkracht en worden kaal geschoren. Het nieuwe slachtoffer is Parker Lee, Macs kamergenoot, en Veronica is geschokt als ze ontdekt dat ze de verkrachting meemaakte, maar er zich niet bewust van was. Ze onderzoekt wie de verkrachter kan zijn, maar stelt hiermee de slachtoffers niet tevreden. Verder zit Weevil in zijn proefperiode nadat hij drie maanden in de gevangenis heeft gezeten, is Dick doorgeslagen nadat zijn broertje zelfmoord heeft gepleegd in seizoen 2, en wordt er een moord gepleegd op Veronica's schoolhoofd. Zij en Logan gaan uit elkaar wanneer ze ontdekt dat hij tijdens hun break kortstondig wat heeft gehad met Madison Sinclair, het meisje dat Veronica had gedrogeerd op de nacht van haar verkrachting. Veronica lost de zaak rondom de verkrachtingen op, maar niet zonder dat ze zelf bijna het slachtoffer wordt. Ze krijgt later wat met Wallace's kamergenoot Piz, en Logan wat met Parker. Wanneer er een sekstape van Veronica en Piz op internet verschijnt, slaat Logan Piz in elkaar in de veronderstelling dat Piz hier verantwoordelijk voor is. Veronica waarschuwt hem dat ze klaar met hem is, en eist van Logan dat hij uit haar buurt blijft. Mac blijkt een vertrouwenspersoon voor Dick te worden, en Weevil lijkt zijn sluwe streken nog niet te zijn verleerd. Sheriff Lamb wordt vermoord, en Veronica en Logan delen nog een laatste blik samen voordat het seizoen eindigt.

### Seizoen 4
In 2019 is er alsnog een 4e seizoen uitgebracht van de serie, waarin we veel oude bekenden terugzien.

### Bioscoopfilm
2014: Veronica Mars woont inmiddels met vriend Piz in New York en is succesvol afgestudeerd als advocate. Op het moment dat haar droombaan bij een groot advocatenkantoor binnen handbereik lijkt te zijn, krijgt ze het verzoek van haar ex, Logan, om hem bij te staan in Neptune, waar hij verdacht wordt van de moord op zijn huidige vriendin en popster, Carrie. Na de nodige verwikkelingen, inclusief een niet erg prettige schoolreünie, waar niet alleen oud zeer, maar ook motieven voor de moord op Carrie boven water komen, weet ze ten slotte de zaak op te lossen. Resultaat is echter tevens een breuk met Piz, verlies van haar droombaan in New York, het weer belanden op het detectivekantoor van haar vader en ... ze is weer terug in de armen van Logan.

## Rolverdeling
| Acteur           | Personage                    | Tijd        |
| ---------------- | ---------------------------- | ----------- |
| Kristen Bell     | Veronica Mars                | 2004 - 2007 |
| Enrico Colantoni | Keith Mars                   | 2004 - 2007 |
| Percy Daggs III  | Wallace Fennel               | 2004 - 2007 |
| Teddy Dunn       | Duncan Kane                  | 2004 - 2005 |
| Jason Dohring    | Logan Echolls                | 2004 - 2007 |
| Francis Capra    | Eli “Weevil” Navarro         | 2004 - 2007 |
| Ryan Hansen      | Dick Casablancas             | 2004 - 2007 |
| Kyle Gallner     | Cassidy "Beaver" Casablancas | 2005 - 2006 |
| Tessa Thompson   | Jackie Cook                  | 2005 - 2006 |
| Michael Muhney   | Don Lamb                     | 2004 - 2006 |
| Tina Majorino    | Cindy "Mac" MacKenzie        | 2004 - 2007 |
| Chris Lowell     | Stosh "Piz" Piznarski        | 2006 - 2007 |
| Julie Gonzalez   | Parker Lee                   | 2006 - 2007 |

### Veronica Mars

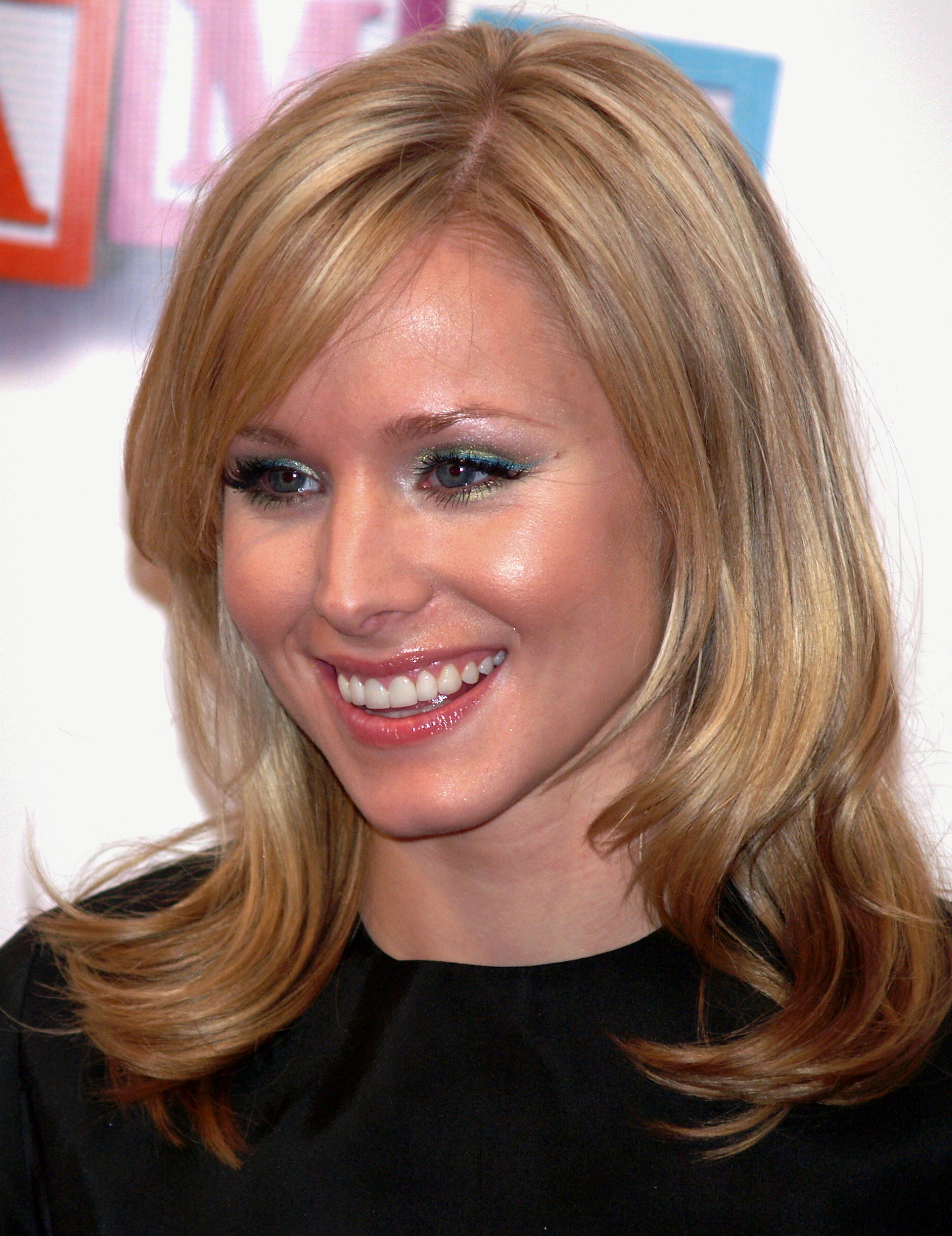
Kristen Bell die de rol van Veronica Mars vertolkt.

Veronica Mars is het hoofdpersonage. Ze was ooit een "09er", de vriendin van Duncan Kane en de beste vriendin van diens zus Lilly, maar tegenwoordig is ze het buitenbeentje. Sinds Lilly vermoord werd, is ze meer teruggetrokken en brutaler geworden. Ze werd verkracht twee maanden na Lilly's dood en heeft hier geen herinnering meer van. Haar beste vriend is Wallace Fennel, en ze heeft een enorm hechte band met haar vader, zeker sinds haar moeder is weggegaan. Ze krijgt veel te maken met Leider van de PCH, Weevil, en hoewel hun band begint als "eeuwig bij elkaar in het krijt staan", levert het toch een mooie en unieke vriendschap op die hen beiden veel waard is. Tevens raakt ze ook bevriend met computer genie Mac. Tijdens de serie ontwikkelt Veronica een relatie met haar voormalige vijand Logan, is ze vaak het middelpunt van pesterijen en weet ze altijd moeilijke zaken op te lossen.
Veronica is een brutale leerling die voor niets of niemand terug deinst. Wanneer ze iets in haar hoofd heeft zitten, moet het gebeuren ook. Ze bijt van zich af, kan soms egoïstisch zijn door haar drang om zich te bewijzen, maar is er altijd voor haar vrienden wanneer ze haar nodig hebben.

### Keith Mars
Keith is de vader van Veronica en was al jaren de Sheriff van Neptune toen Lilly Kane werd vermoord. Ervan overtuigd dat diens vader Jake de moord op zijn geweten had probeerde Keith dan ook elk bewijs te vinden dat hij erachter zat. Jake werd onschuldig verklaard en Keith werd afgezet als Sheriff. Als gevolg hiervan raakte hij bijna al zijn geld kwijt en verliet zijn vrouw hem. Keith zette een privédetective bureau op waardoor hij al snel een gerespecteerd zakenman werd. Nadat hij bijna een jaar niks van zijn vrouw heeft gehoord, besluit Keith verder te gaan met zijn leven, vraagt een scheiding aan en begeeft zich weer in het datingcircuit. Ondanks het feit dat veel mensen Keith nog respecteren, staat hij op slechte voet met de huidige Sheriff, Don Lamb. Keith heeft weinig vrienden, maar hij kan altijd rekenen op Cliff McCormack, een pro-Deoadvocaat die zowel voor Keith als Veronica op komt draven en hen te hulp schiet wanneer dat nodig is.
Keith is een man met doorzettingsvermogen en geeft nooit op. Veronica is het belangrijkste in zijn leven en zou alles doen om haar veilig te houden. Hij is soms wat overmoedig en ziet andermans talenten soms wat over het hoofd. Maar aan het eind van de dag is het een man met een hart van goud.

### Wallace Fennel
Wallace Fennel is Veronica's beste vriend. De eerste aflevering van de serie is ook zijn eerste dag op Neptune High en hij weet het voor elkaar te krijgen om dan al direct ruzie te krijgen met de leider van de PCH, Weevil, en Sheriff Lamb. Een buitenbeentje net als Veronica, sluiten ze al snel een hechte vriendschap. Na een tijdje wordt Wallace lid van het basketbal team waar hij direct al de uitblinker wordt en eindelijk wat meer aanspraak krijgt op school. Wallace ontdekt ook dat zijn vader nog altijd leeft, en dus altijd heeft gedacht dat de man die wel dood is zijn vader was. Wallace heeft het niet zo op Veronica's andere vrienden, Weevil en Logan, maar kan het wel enorm goed vinden met Keith. Na de diploma-uitreiking is Wallace dan ook blij dat Veronica met hem naar dezelfde universiteit gaat en raakt ook goed bevriend met zijn nieuwe huisgenoot daar, Stosh "Piz" Piznarski. Wallace zet ook zijn basketbalcarrière op de universiteit voort.
Wallace is een zachtaardige jongen die ietwat naïef is en vooral in het begin altijd over zich heen laat lopen. Hij wordt later wat brutaler en harder tegenover de buitenwereld en zegt eerder waar het op staat. Als het op meisjes aan komt blijft hij toch naïef.

### Duncan Kane
Duncan Kane is Veronica's ex-vriend, de broer van Lilly en de beste vriend van Logan. Ten tijde van Lilly's moord hebben Duncan en Veronica al niks meer met elkaar, en zit Duncan aan de medicijnen omdat blijkt dat hij last van epilepsie heeft, wat regelmatig voor woedeaanvallen kan zorgen. Hierdoor is Duncan lange tijd verdacht geweest voor de moord op zijn zus en hebben zijn ouders ook ruim twee jaar gedacht dat hij de moordenaar was. Duncan maakte het uit met Veronica omdat hij dacht zij zijn zus was; Jake had ooit een affaire met Lianne, Veronica's moeder. Op de nacht van Veronica's verkrachting delen Duncan en Veronica toch het bed, waardoor een tijdlang wordt gedacht dat Veronica nooit verkracht is. Duncan is altijd van Veronica blijven houden en kan het dan ook niet verkroppen dat zij later een relatie krijgt met Logan. Duncan's ex-vriendin Meg blijkt later zwanger te zijn, en wanneer Meg komt te overlijden ontvoert Duncan zijn dochtertje en slaat op de vlucht. Hij is voor het laatst te zien wanneer hij Clarence Weedman opdraagt Aaron Echolls te vermoorden.
Duncan is een vrij rustige jongen die altijd overrompeld wordt door iedereen en alles moet doen wat hij niet wil. Logan, Lilly en Veronica waren de belangrijkste personen in zijn leven en stelt hen daarom ook altijd voorop. Hij is de rustigere, normale "09er" en houdt zich ook bezig met de leerlingen die niet lid zijn van die organisatie.

### Logan Echolls
Logan Echolls is een "09er", de vriend van Lilly ten tijde van haar dood, de beste vriend van Duncan en tegenwoordig de vijand van Veronica. Hij is de zoon topacteur Aaron Echolls en heeft daarom ook een luxueuze levensstijl die hij niet altijd waardeert. Hij tilde zwaar aan de moord op Lilly, en de valse beschuldiging van Keith tegen Jake Kane en gaf dan ook de schuld aan Veronica. Hij en Veronica leveren elkaar later toch gunsten en hij stort in elkaar in het bijzijn van Veronica wanneer zijn moeder zelfmoord pleegt. Hij krijgt een relatie met Veronica die moeizaam verloopt, mede door hun verschillende kijk op het leven en hun drang om zich te bewijzen.
Hoewel hij eerst als een oppervlakkige, arrogante leerling wordt neergezet, blijkt er meer achter Logan te zitten. Hij wordt door zijn vader mishandeld, is erg hecht met zijn moeder en blijkt enorm beschermend te zijn tegenover diegenen van wie hij houdt. Hij kan zijn gevoelens moeilijk uiten en heeft daarom regelmatig ruzie. Hoewel hij niet makkelijk mensen in zijn leven toelaat, is hij een trouwe vriend voor de mensen die hij vertrouwt.

### Eli "Weevil" Navarro
Eli "Weevil" Navarro is de leider van de plaatselijke motorbende de PCH. Gevreesd door zo'n beetje elke scholier met wat hersencellen, durven maar weinig mensen hem dwars te zitten. Behalve Veronica Mars. Wanneer hun wegen elkaar kruisen, ontstaat een unieke vriendschap, die vooral voor Weevil belangrijk is. Dat zijn motorbende niet puur slecht is blijkt al snel als duidelijk wordt dat Weevil geen drugs in zijn bende tolereert, en verraad is al helemaal uit den boze. Hij wordt op een gegeven moment uit zijn bende gegooid als hij ontdekt dat een van hen achter de moord op zijn beste vriend zat, en ze in zee is gegaan met de Fitzpatricks, de Ierse maffia. Tegenwoordig werkt Weevil op Hearst College, omdat hij geen diploma heeft nadat hij op de dag van de uitreiking werd gearresteerd.
Weevil lijkt een harde jongen die ijskoud kan zijn en geen medelijden met je heeft als je bij hem in slecht daglicht komt te staan en je hem dwarszit. Zit je eenmaal in zijn hart, wat weinigen lukt, dan kom je er nooit meer uit en staat hij altijd voor je klaar. Hoewel hij vaak seksistische grapjes op vrouwen en zijn sekservaring maakt, blijkt hij vrouwen enorm te respecteren en zint hij op wraak wanneer hen kwaad wordt gedaan.

### Dick Casablancas
Dick Casablances is een "09er", en een van Logan's beste vrienden. Dick houdt maar van drie dingen; Surfen, vrouwen en feesten. Hij is de favoriet van zijn vader en hij heeft een jonger broertje Cassidy "Beaver", die heel anders is dan Dick Jr. en Sr. Dick treitert zijn broertje meerdere malen, vooral als Beaver wat krijgt met Mac. Echter, wanneer Beaver achter het busongeluk blijkt te zitten en vervolgens een jaar later zelfmoord pleegt, stort Dick zich volledig op feesten. Wanneer zijn vader onverwachts terugkeert (hij was een jaar eerder op de vlucht geslagen), stort Dick in en blijkt zichzelf de schuld te geven van de dood van Beaver en met moeite elke dag weer door te komen. Dick biedt ook zijn excuses bij Mac aan en lijkt oprecht wanneer hij zegt dat hij eindelijk begrijpt waarom zijn broertje haar zo leuk vond.
Dick is vooral een oppervlakkige jongen die het graag zo simpel mogelijk houdt. Hij rekent er op dat zijn geld hem overal door heen sleept, en school staat daarom ook niet hoog op zijn lijstje. Door zijn gedrag heeft hij maar weinig vrienden, en hij staat er om bekend de zwakkeren te pesten. Hij blijkt echter heel ongelukkig te zijn, vooral na de verdwijning van zijn vader en de dood van Beaver, en hij probeert dan ook een manier te zoeken om hiermee om te kunnen gaan.

### Cassidy "Beaver" Casablances
Cassidy "Beaver" Casablancas is de jongste Casablancas-telg en altijd een eeuwig het pispaaltje van zijn vader en broer Dick. Hij wordt vaak achtergesteld door zijn vader en valt daarom altijd net buiten de "09ers"-groepje. Hij is bevriend met Veronica en vraagt haar dan ook regelmatig om hulp. Via haar komt hij in contact met Mac en ze krijgen een relatie, wat tevens wordt getreiterd door Dick. Er zijn hints gegeven dat Beaver mogelijk homo was, en Mac slechts als dekmantel gebruikte om van zijn vader en broer af te zijn. Beaver blijkt als klein kind seksueel misbruikt te zijn door de huidige burgemeester. Dit leidde uiteindelijk tot de wanhoopsdaad om de bus met de andere kinderen die misbruikt werden op te blazen. Tevens heeft Beaver ook Veronica verkracht, twee jaar eerder. Na de confrontatie met Veronica en Logan besluit Beaver hen een handje te helpen en springt van het dak.
Beaver is een rustige jongen die zich op de achtergrond houdt en goed na denkt op de volgende stappen in zijn leven. Hij houdt het allemaal het liefst zo simpel mogelijk en begeeft zich liever onder de "normale burgers". Echter, schijn bedriegt, want door zijn verleden is Beaver in een koudbloedige moordenaar en verkrachter veranderd die de ernst van zijn eigen daden niet in kan zien, wat uiteindelijk leidt tot zijn dood.

## Waardering
Volgens de Belgische fan-site www.veronicamars.be is Veronica Mars een vernieuwende en kritisch zeer geprezen Amerikaanse mysterie/drama serie met veel noir elementen. Deze site omschrijft Veronica Mars als volgt:
"Veronica Mars is een combinatie van een moordmysterie en highschooldrama. Dit alles met onconventionele humor en het nodige sarcasme. De serie heeft iets van de sfeer van Buffy the Vampire Slayer, maar dan in een realistischer decor."

### Amerika
In Amerika zijn de eerste twee seizoenen uitgezonden door UPN. Na het samengaan van UPN en The WB wordt Veronica Mars vanaf het derde seizoen door The CW uitgezonden.

### Nederland
Veronica Mars werd vanaf mei 2007 tot en met 22 september 2007 uitgezonden op Nederland 3 door de omroep BNN.

### België
Veronica Mars werd sinds midden juli 2006 uitgezonden op de Vlaamse zender KanaalTwee, het huidige 2BE.

### Internationaal
De serie is naast Amerika in eenentwintig landen te zien:
- Australië op Channel Ten
- België op 2BE en FOXlife
- Canada op CTV (seizoen 1), SunTV (seizoen 2)
- Denemarken op TV3+
- Duitsland op ZDF
- Engeland op LivingTV
- Filipijnen op ETC Entertainment Central
- Finland op Subtv]
- Frankrijk op M6
- Ierland op RTÉ One
- IJsland op Sjónvarpið
- Israël op Xtra HOT
- Italië op Italia 1
- Latijns-Amerika op TNT Latin America
- Nederland op RTL 7 en FOXlife (vroeger BNN (Nederland 3) en Net5 (seizoen 1))
- Nieuw-Zeeland op TV2
- Oostenrijk op ATV+
- Singapore op Channel 5
- Spanje op TVE 2
- Zuid-Afrika op M-Net
- Zweden op SVT1 of SVT2.
- Zwitserland op SF zwei

### Kijkcijfers
Ondanks vele positieve kritieken in de Amerikaanse media waaronder The New York Times en Time Magazine en van gerenommeerde televisie/film makers als Joss Whedon (Buffy the Vampire Slayer, Angel, Firefly) en Kevin Smith, waren de kijkcijfers relatief laag.
In de eerste twee seizoenen had de serie ingewikkelde verhaallijnen waardoor de serie voor veel mensen moeilijk te volgen was en het bijna niet mogelijk was midden in het seizoen binnen te vallen. Voor het derde seizoen is gekozen voor drie losse mysteries. Dit geeft de kijker meer momenten om in te springen. Op 17 mei 2007 werd bekend dat de serie na het derde seizoen zal stoppen. Dit werd betreurd door de fans, die veel kritiek hadden op de beslissing om te stoppen. De laatste twee afleveringen zijn in de VS uitgezonden op 22 mei 2007.
Enkele acteurs uit de serie vonden na de stopzetting van de serie al snel een nieuwe baan. Kristen Bell kreeg de rol van Elle Bishop in seizoen 2 en 3 van de hitserie Heroes, waarbij ze in seizoen 3 weer herenigd werd met Veronica Mars co-star Francis Capra, die in de serie Weevil speelde, en in Heroes als de crimineel Jesse Murphy zijn opwachting maakte. Verder kreeg Kristen ook werk als de gossip girl in de gelijknamige televisieserie, een upper-class tienerdrama. Jason Dohring kreeg een rol in de nieuwe serie Moonlight, als de eeuwenoude vampier Josef Konstan.

## Soundtrack
Op 27 september 2005 werd de officiële soundtrack van Veronica Mars uitgegeven.
1. We Used To Be Friends (theme song) - The Dandy Warhols
2. I Hear The Bells - Mike Doughty
3. I Know I Know I Know - Tegan and Sara
4. I Turn My Camera On - Spoon
5. No Sleep Tonight - The Faders
6. Dakota - Stereophonics
7. Sway - The Perishers
8. Long Time Coming - Delays
9. On Your Porch - The Format
10. Ocean City Girl - Ivy
11. Momentary Thing - Something Happens
12. The Way You Are - 46bliss
13. Lost & Found - Adrienne Pierce
14. Lily Dreams On - Cotton Mather